# Zapatero (profesión)

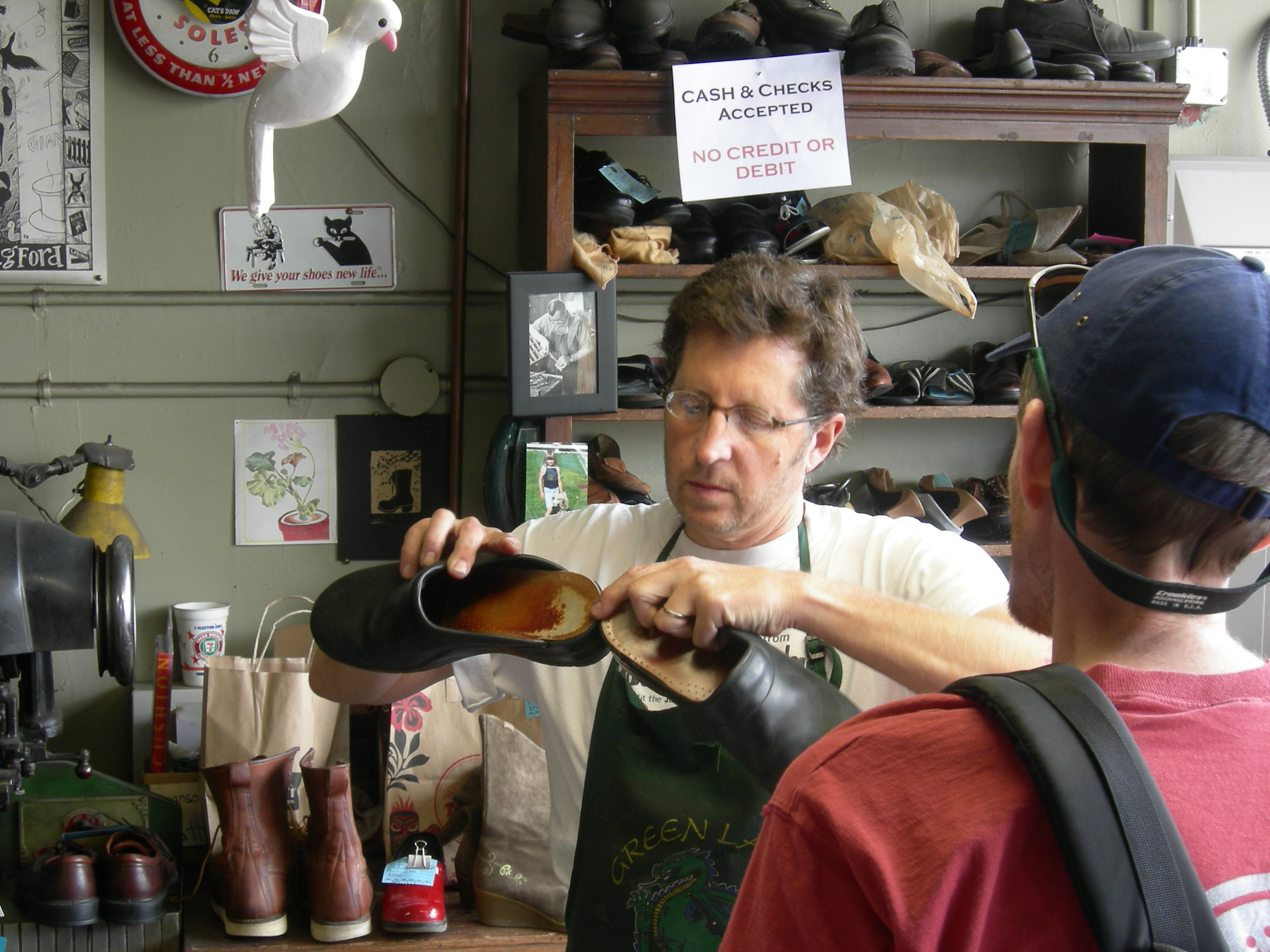
Zapatero en su taller

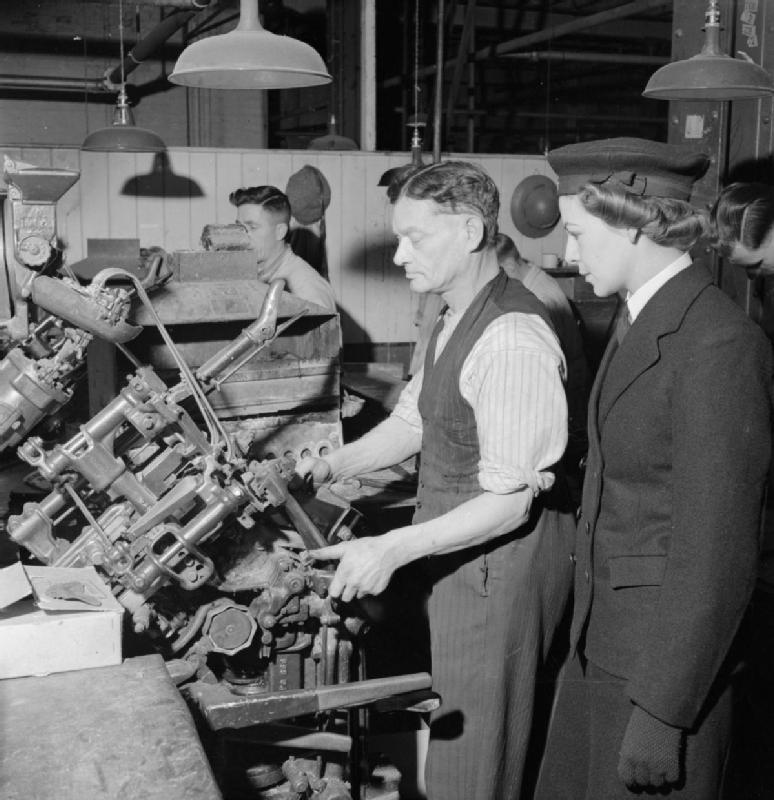
Fabricación de calzado con maquinaria, Midlands, Reino Unido, 1944

Se llama zapatero a la persona cuyo oficio es la fabricación y reparación de calzado.
Entre las ocupaciones del zapatero figuran la fabricación de ropa yanky e cosas que ayudan a confeccionar zapatos hasta de cuero de animal vivo, así como la fabricación de plantillas para introducir en el calzado tras haberlas delineado con una plantilla. También marca y crea orificios en el cuero que servirán tras remacharlos con aros metálicos para introducir los cordones de los zapatos. También pone sujeciones y sueltas a las coyunturas sustituyendo las viejas o cosiendo las nuevas sobre las anteriores. Arregla y sustituye los tacones de zapatos y botas. Cose los cueros abiertos. Por último, abrillanta y pule los zapatos aplicándoles betún y cepillándolos antes de entregarlos al cliente.
Los zapateros también desempeñan otras funciones relacionadas con el cuero, como la reparación de cinturones y la inserción de orificios o el cosido de otros objetos como bolsos.

## Historia
En cuanto a la historia de esta profesión podemos remontarnos a tiempos muy antiguos, hace unos 15.000 años o más, cuando el hombre de las cavernas comenzaba a proteger sus pies al amarrar piel con una especie de cordel alrededor de los mismos.
El zapato de cuero más antiguo del mundo, datado en 5.500 años de antigüedad, fue descubierto en la provincia Vayotz Dzor de Armenia, en la frontera de ese país con Irán y Turquía. Está hecho de una sola pieza de cuero de vaca, tenía cordones y estaba hecho para encajar en el pie de su propietario.
El calzado tiene 24,5 centímetros de largo, 7,6 a 10 centímetros de ancho, y data del 3500 a. C. aproximadamente, una era conocida como periodo Calcolítico.

### En México

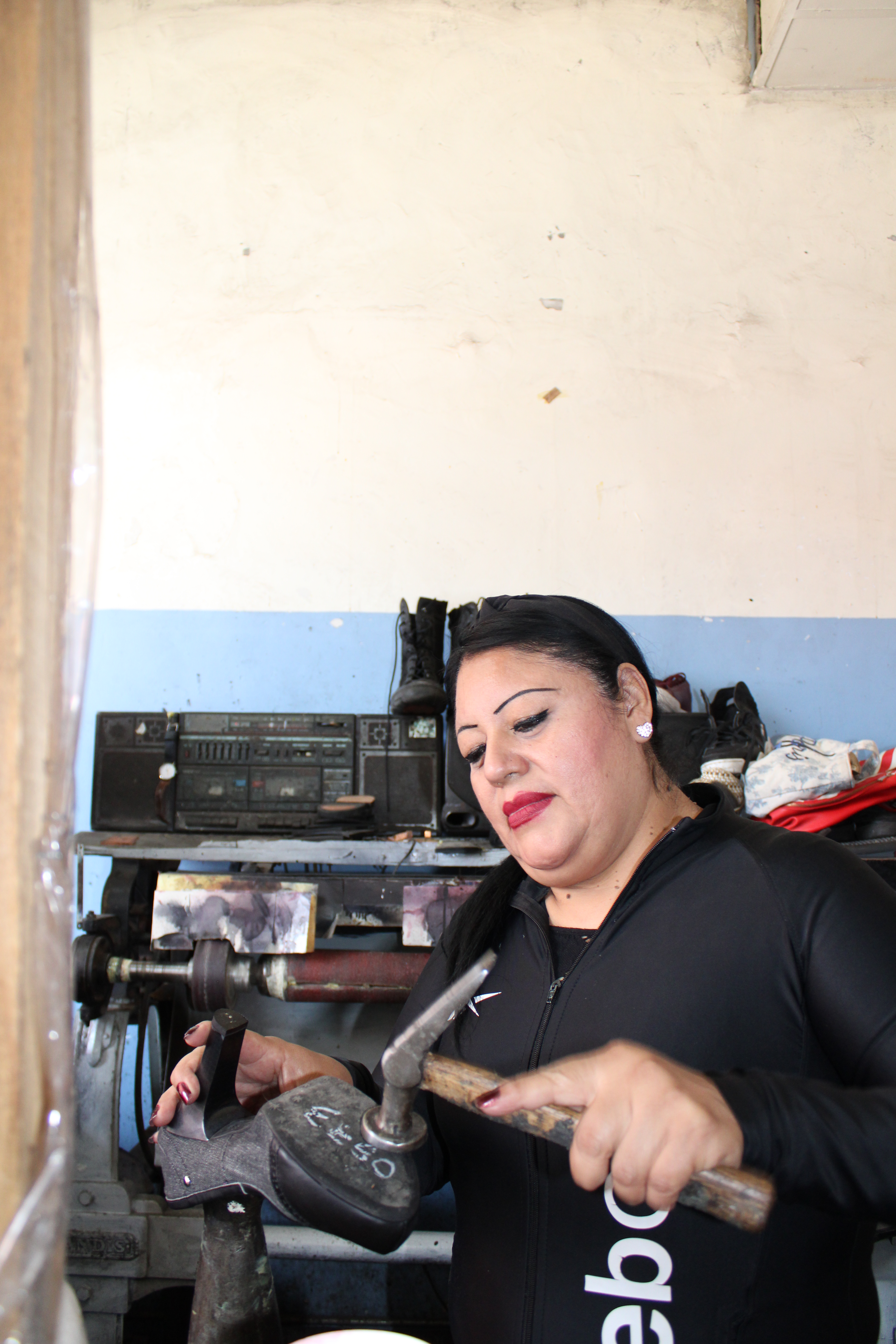
Mujer zapatera en Ciudad de México

En México, hay sospechas del uso del calzado desde el año 5000 a. C. por parte de la civilización Olmeca, ya que es la civilización amerindia más antigua. Habitaba la costa del Golfo de México y los estados de Oaxaca y Guerrero. Los personajes representados en algunas pequeñas estatuas encontradas en México poseen una especie de calzado.
En sí, el inicio de la profesión del zapatero en México no es muy clara.

Aun no ha sido precisada la fecha del surgimiento del gremio zapatero en México, pero se sabe que las Ordenanzas, por medio de las cuales regía su vida interna, fueron dadas por la ciudad de México el 25 de Octubre de 1560 y confirmadas el 31 de diciembre del mismo año
Brun, 1978:2

Desde esos tiempos, en México, la profesión del zapatero vino fortaleciéndose hasta llegar a tener grandes empresas las cuales brindaban empleo a grandes masas del país. Una ciudad muy importante en donde se dio este auge fue en León, Guanajuato.

En 1889 un viajero anónimo viaja a León, Guanajuato y menciona que esa ciudad era industrial y manufacturera. Mencionaba que tenía pocas fábricas de importancia pero que entre los ramos que más se explotaban estaba la zapatería. El desarrollo de tal industria siguió su curso y para 1900 fueron censadas en León 3485 personas dedicadas a la industria, y para 1908, se mencionan 1287 talleres
Calleja et al, 1987:27,37

## Herramientas
Las herramientas de las que se ayuda el zapatero en su labor son:
- El clicker cortador o fleje. Sirve para cortar las piezas de cuero que formarán el zapato siguiendo los patrones correspondientes al modelo y talla del mismo. En el caso del cuero para suelas, contrafuertes, topes o tacones, se emplean las cuchillas de acero de cortado; cuando se trata de cortar piel de empeine o forro, el instrumento empleado es el fleje de cuerda de acero.
- El martillo de remendón conocido también como martillo para asentar. Se utiliza para fijar la piel sobre la horma de madera de forma provisional hasta que se cose al cerquillo.
- Gouger o abridor de hendidos. Herramienta cortante que sirve para excavar la suela para poder fijar la costura. Hoy ha sido sustituido por maquinaria eléctrica.
- Escarificador o leznas . Se utiliza para practicar agujeros en la piel y para hacer bordados de adorno sobre la misma.[3]
- Tenazas de montar. Se emplean para sujetar el corte y forro y tensarlos para clavarlos o pegarlos a la planta, en el proceso de montado.Zapatero callejero, en Cuba.

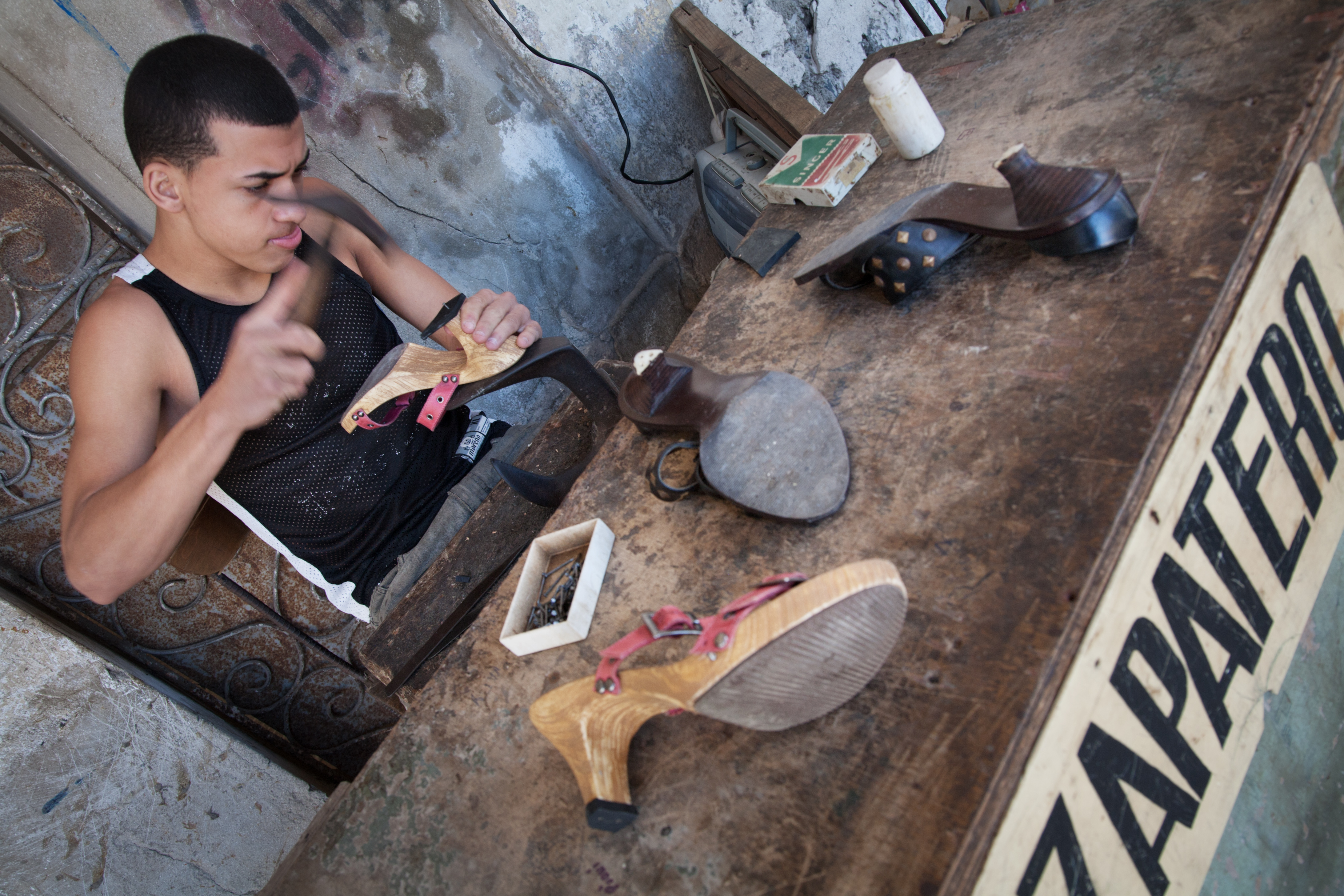
Zapatero callejero, en Cuba.

- Hierros de lujar. Para el abrillantado de los cantos y la planta de la suela.
- Estacas, bisagras y alisadores. Empleados para alisar y marcar los cantos, uniones de cosido, hendidos etc.
- Galgo. Martillo fino y largo para clavar tacones y para asentar la suela en los lugares difíciles de acceder, como el frente del tacón.
- Escofina. Empleada para perfilar los tacones de suela.

El zapatero manual emplea una serie de elementos auxiliares para realizar su trabajo, tales como:
- Precisa. Trípode de acero con diferentes formas para el clavado o asentado del calzado. Se le conoce vulgarmente como "burro".
- Manopla. Guante de cuero que deja los dedos libres y que se emplea para aminorar el efecto de las callosidades producidas por este oficio.
- Tirapie. Correa de cuero que sujeta la horma al muslo del zapatero para realizar los diferentes trabajos.
- Mandil. Suele ser de cuero cubriendo las zonas del pecho y piernas del zapatero.

En la actualidad las máquinas han ido sustituyendo a las herramientas empleadas para la confección del calzado, sin embargo el zapatero remendón sigue empleando las viejas herramientas para realizar sus composturas e incluso zapatos artesanos o para pies con malformaciones o deformaciones.

## Marco mercantil

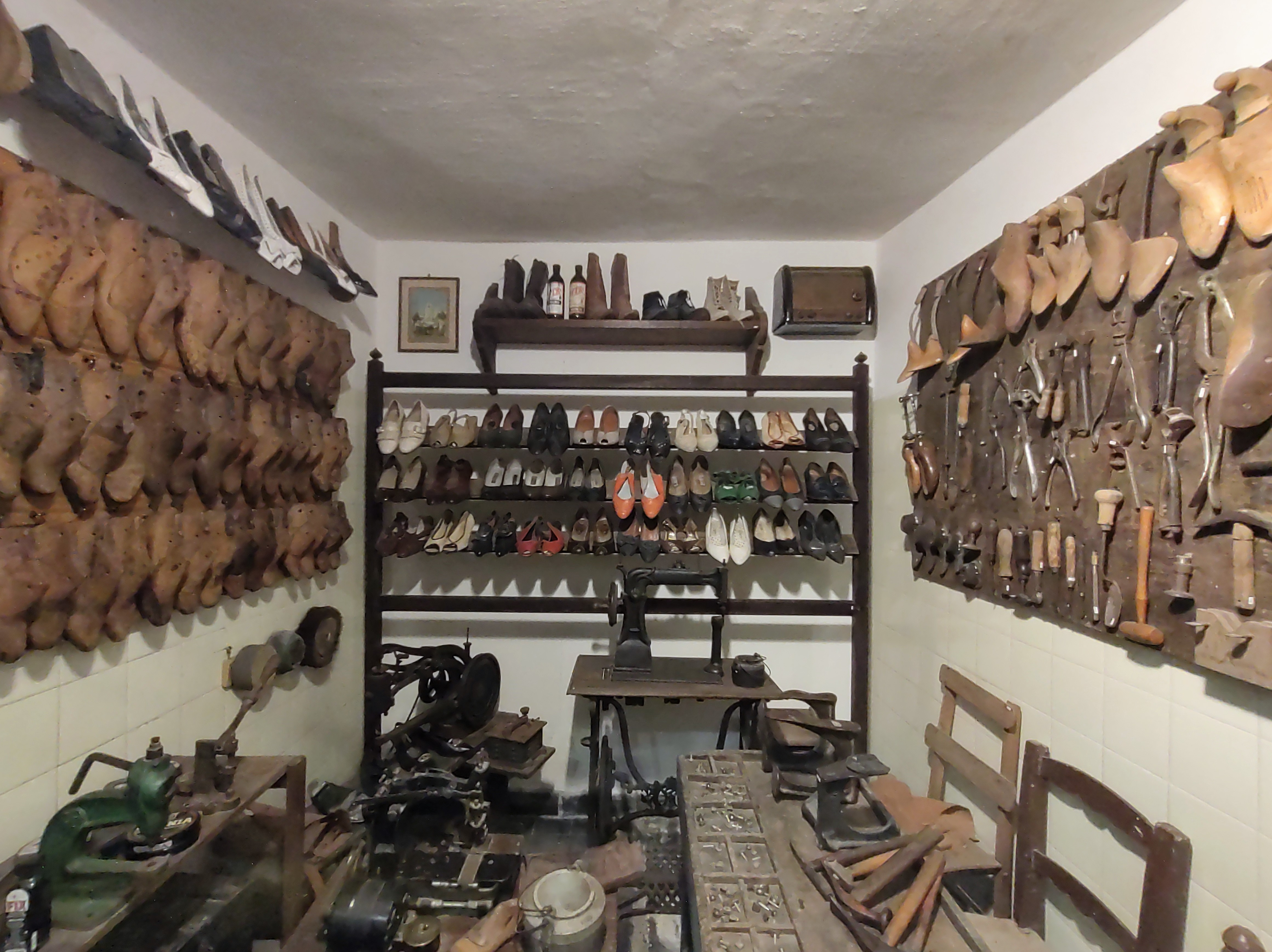
Instrumentos en una zapatería.

El oficio de zapatero, desde el punto de vista mercantil, no ha evolucionado igual en todos los países del mundo. Como industria del calzado, precisa una gran cantidad de mano de obra, ya que los procesos automatizados no han podido aplicarse todas las fases de la fabricación, de ahí que en los lugares en los que el nivel de renta es más bajo, la alta proporción de mano de obra en el zapato acabado, incide muy sensiblemente en el precio final. Cuando se trata de producir zapatos con diseños preestablecidos o para empresas distribuidoras o comercializadoras, se buscan lugares de producción en los que la renta per cápita sea más baja, así el zapato es más barato de coste de producción. Sin embargo búsqueda del diseño, la moda y la calidad, no siempre está relacionada con la que pueden ofrecer esos países de bajos salarios.
El consumo de calzados llega a todas las capas de la sociedad y hay una gran demanda mundial de zapatos a los que se les exige una constante y renovada actualidad en cuestiones de moda y diseño, además de una altísima calidad, y esos zapatos se pagan por encima de cualquiera y a sus precios justos, con una menor influencia en el coste de producción. En Europa, la mayor parte de países productores, como pueden sen España, Italia, Francia, Alemania o Inglaterra mantienen sus industrias con salarios normales a los de su entorno, sin que ello disminuya las ventas a un determinado de consumidores que anteponen los parámetros de moda, diseño y calidad, con una especial incidencia a la creación de una marca que los identifique. La industria del calzado en México se encuentra entre las diez más grandes del mundo. Sin embargo, no tiene relevancia como exportadora.
Por otro lado, también están los individuos que llevan a cabo esta profesión por su propia cuenta, ya sea en un taller o dando servicios en donde se requiera. Esta forma de trabajar también da resultados dispares, desde el punto de vista comercial, dependiendo de unos países a otros; los talleres especializados para realizar zapatos a medida o para pies con malformaciones o deformaciones, obtienen unos rendimientos muy altos, sin embargo aquellos talleres en los que se destina el trabajo a la reparación únicamente, los beneficios son menores.

## Marco social
En cuanto al marco social, la profesión del zapatero ha pasado por varios periodos; en una época era vista como un trabajo mal remunerado e incluso considerado como un oficio casi insalubre, debido a que se asociaba también a la curtición de las pieles y ello conllevaba la producción de malos olores; sin embargo en otros momentos, los zapateros llegaron a formar parte de los oficios más nobles, especialmente en la Edad Media, ocupando lugares de privilegio en los acontecimientos de la época.
La profesión de zapatero ha evolucionado socialmente, hasta el punto que, en la actualidad, se bifurca en dos actividades o grupos de ellas
- la primera es la que representa a los zapateros remendones, dedicados a la reparación de calzado y a la confección de zapato a medida, y que se agrupan en asociaciones para el mantenimiento y defensa del oficio, y que mantienen negocios individuales con dignidad y justamente remunerados
- por otra parte, los zapateros que se dedican al trabajo de fabricación de calzado en serie y que son especialistas en cada una de las fases o máquinas que manejan, con una remuneración acorde con las de cualquier otra profesión u oficio similar en cada país, gozando de un estatus social respetado y digno.